# .500/450 Magnum Black Powder Express

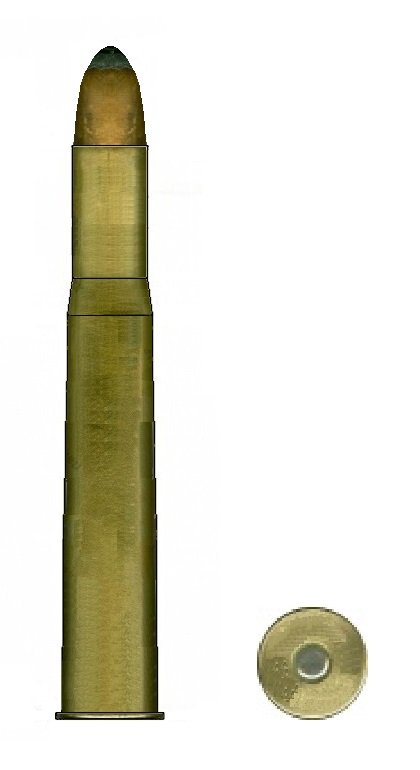
O .500/450 Magnum Black Powder Express.

O .500/450 3 ¼-inch Magnum Black Powder Express (abreviado para .500/450 Magnum BPE) é um cartucho de fogo central metálico para rifles de grosso calibre projetado e desenvolvido na Grã-Bretanha.

## Desenvolvimento
O .500/450 Magnum BPE foi criado reduzindo o .500 Black Powder Express para 0,45 polegadas.
Por algum tempo após a virada do século, o .500/450 Magnum BPE foi carregado com cordite para se tornar o .500/450 Magnum Nitro for Black, o mesmo cartucho carregado com cargas leves de cordite, cuidadosamente balanceado através de tentativas para replicar a balística da versão de pólvora negra.

## Dimensões

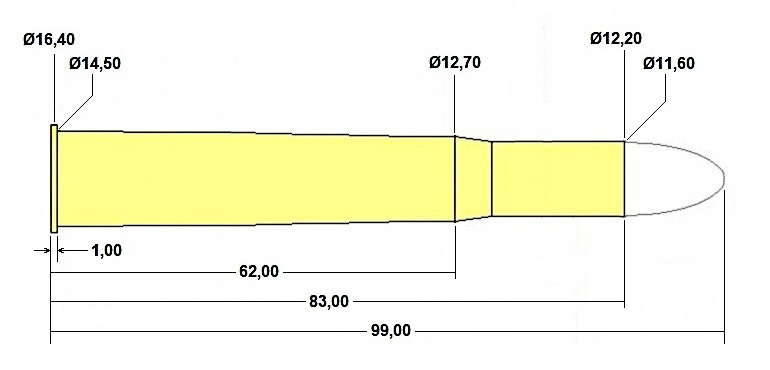

### Cargas Nitro Express
Em 1898, a John Rigby & Company carregou o cartucho .500/450 Magnum BPE com cordite para criar o .450 Nitro Express, o primeiro cartucho Nitro Express. Para não ficar para trás, a Holland & Holland seguiu o exemplo, carregando o .500/450 Magnum BPE com cordite para criar o .500/450 Nitro Express.

## Utilização
O .500/450 Magnum BPE era um cartucho popular para caça de cervos e animais de tamanho semelhante, particularmente na África. Disponível até a Segunda Guerra Mundial, o cartucho há muito deixou de ser oferecido comercialmente.